# Chrysosimplocaria schawalleri
Chrysosimplocaria schawalleri là một loài bọ cánh cứng trong họ Byrrhidae. Loài này được Putz & Fabbri miêu tả khoa học năm 1997.